# Tomttjärnen (Rätans socken, Jämtland)
Tomttjärnen är en sjö i Bergs kommun i Jämtland och ingår i Ljungans huvudavrinningsområde.